# Casoncelli
I casoncelli (casonsèi o caronsèi in lingua lombarda, pronunciato [kazonˈsɛj] in lombardo orientale) sono un piatto tipico di Bergamo e Brescia.
Si tratta di una pasta ripiena tipica della Lombardia orientale, ma sono presenti numerosissime varianti locali che pur essendo leggermente diverse tra loro mantengono alcune caratteristiche di base: la farcitura solitamente è costituita da carne, Grana Padano ed erbe aromatiche, mentre la pasta assume la forma di una mezza luna.

## Varietà

### Casoncelli alla Bergamasca
Piatto tipico della bergamasca:
- Pasta: farina, semola di grano duro, uova, sale.
- Ripieno: pasta di salame, carne di manzo, fondi di salumi, grana padano, pan grattato, prezzemolo, uovo, scorza di limone, aglio, amaretti, pera, noce moscata, pepe.
- Forma: mezzaluna ripiegata, con pasta medio grossa.
- Condimento: burro, pancetta, grana padano, salvia.

Il ripieno conferisce ai casoncelli un sapore lievemente dolciastro, caratteristica tipica del panorama culinario medioevale e rinascimentale nel quale hanno origine; una documentazione certa attesta la loro esistenza già nel 1386. Sotto il dominio veneziano il ripieno si arricchí con spezie, amaretti e ingredienti di origine lontana. La ricetta attuale è il consolidamento della versione ottocentesca.

### Casoncelli della Bassa Bresciana
Piatto tipico della Bassa bresciana:
- Pasta: farina, uova, sale, acqua.
- Ripieno: pane, grana padano, aglio, noce moscata, carne di manzo, brodo, prezzemolo, sale.
- Forma: a caramella, farfalla, quadrato, triangolo, mezzaluna.

Tipici sono i casonséi di Barbariga, Longhena, Pontoglio e Castelcovati prodotti all'interno del territorio comunale di questi quattro paesi della bassa bresciana. Dal 2004 i Casoncelli di Barbariga e Longhena e dal 2019 Pontoglio, hanno ricevuto la De.C.O.

### Casoncelli della Val Camonica
Piatto tipico della Val Camonica.
In ogni paese differisce il ripieno. I più noti sono quelli:
- di Breno, chiamati caicc ([kaˈitʃ])
- di Ono San Pietro (BS) e Lozio (BS), pronunciati localmente [kazonˈsej]
- della bassa valle, pronunciati localmente [kaðonˈhej]
- dell'alta valle, chiamati localmente calsù; ripieni di patate, formaggio e carne a Villa Dalegno, erbe e cotechino a Pezzo e di salame, verza, patate a Zoanno.

Le ricette variano poi da paese e paese, e ogni famiglia la modifica secondo le proprie varianti.